# Tyrone (Pensilvania)
Tyrone es un borough ubicado en el condado de Blair en el estado estadounidense de Pensilvania. En el año 2000 tenía una población de 5,528 habitantes y una densidad poblacional de 1,056.6 personas por km².

## Geografía
Tyrone se encuentra ubicado en las coordenadas 40°40′29″N 78°14′19″O / 40.67472, -78.23861.

## Demografía
Según la Oficina del Censo en 2007 los ingresos medios por hogar en la localidad eran de $29,393 y los ingresos medios por familia eran $37,818. Los hombres tenían unos ingresos medios de $29,361 frente a los $21,371 para las mujeres. La renta per cápita para la localidad era de $15,285. Alrededor del 17.4% de la población estaba por debajo del umbral de pobreza.